# Sway (ウィンドウマネージャ)
Swayは、タイル型ウィンドウマネージャ及びWaylandコンポジタである。
i3に触発されており、C言語で書かれている。
SwayはWayland及びwlrootsコンポジタライブラリを使用しており、i3の完全互換品として設計されている。
Swayは既存のi3の設定ファイルで動作し、i3の殆どの機能に対応している。
また、独自の幾つかの新機能を提供している。
ウィンドウを操作するためのSwayのデフォルトのキーバインドはviのそれに似ている。
ウィンドウのフォーカスはスーパーキーとH、J、K又はLの何れかのキーの組み合わせによって制御する。
ウィンドウの移動はこれらのキーに⇧ Shiftを追加した組み合わせによって実行する。
i3と同様に、SwayはUNIXドメインソケット及び多くのプログラミング言語のJSONベースのIPCインタフェースを使用して拡張及び操作が可能である。
Swayの最初の安定版は、開発開始から約三年半が経過した2019年3月11日にリリースされた。

## 特徴
Swayはi3と同様の以下のような機能を提供する:
- 設定ファイルはプレーンテキストである[7]
- ウィンドウの配置は動的ではなく手動で行う
- ウィンドウを水平又は垂直に分割することができる
- ウィンドウはタブ[注釈 1]付き又はスタック[注釈 2]付きのレイアウトで配置することができる
- ウィンドウはスタック型ウィンドウマネージャと同様にオーバーラップすることができる
- タイル化及びフロート化されたウィンドウは、キーボード及びマウスの両方を使用してサイズの変更又は移動を行うことができる[9]
- Swayはキーボードだけで完全に操作することができる[10]

また、Swayは以下のような独自の機能も提供する:
- キーバインドを割り当てるときに、複数の非修飾キーに対応[11]
- ウィンドウ間及び外側の隙間に対応
- 同一のワークスペース上のウィンドウを複数のコンテナに分割することができるので、ウィンドウのグループをタブ付きのレイアウトに配置し、その他のウィンドウを通常のタイル、フロート又はスタック付きのレイアウトに配置することができる
- 入力、出力及び壁紙の設定に関する処理が独立したプログラムに依存しないようになった
- swaybg、swaybar、swayidleなどの独自のユーティリティエコシステム
- ジェスチャーに対応